# چاه شهید صدوقی
چاه شهید صدوقی روستایی در دهستان افین بخش زهان شهرستان زیرکوه استان خراسان جنوبی ایران است. بر پایه سرشماری عمومی نفوس و مسکن در سال ۱۳۹۰ جمعیت این روستا ۶۹ نفر (در ۲۰ خانوار) بوده است.